# Прапор Слохинів
Прапор Слохинів — офіційний символ села Слохині, Самбірського району Львівської області, затверджений 8 червня 2000 року рішенням сесії сільської ради.
Автор — А. Гречило.

## Опис
Квадратне полотнище, розділене по діагоналях на 4 частини, верхня і нижня червоні із жовтими сокирами, від древка та з вільного краю — жовті з червоними сокирами.

## Зміст
На печатках Слохинів з ХІХ ст. була зображена сокира (топір). Цей символ збережено, його подано в 4-х полях, що також могло символізувати 4 села, підпорядковані сільській раді.